# Maria Bethânia
Maria Bethânia Vianna Teles Veloso (Santo Amaro, Estat de Bahia, Brasil, 18 de juny de 1946) és una cantant brasilera, coneguda pel singular color de la seva potent veu de contralt i la intensitat de les seves interpretacions. És germana del compositor i cantant Caetano Veloso.
Una llegenda viva, Bethânia és una de les més consagrades intèrprets de la música popular brasilera. Tot i així, la seva obra, ubicada a la frontera entre la música, la literatura i l'art dramàtic, té relativament poca repercussió fora del món lusòfon, i es compon principalment d'elements i referències molt propis del Brasil i més específicament de la seva regió natal, Bahia.
Entre les seves interpretacions més emblemàtiques es troben "Explode Coração", "Olhos nos Olhos", "Anos Dourados", "Negue" i "Carcará", a més d'èxits recents com "Beira Mar". Als seus concerts, Bethânia acostuma a recitar poemes en portuguès entre les cançons, tant de grans autors brasilers com portuguesos. El sincretisme religiós afro-brasiler, el drama i la passió i les aigües del Brasil són temàtiques molt freqüents als seus àlbums. Entre els compositors interpretats per Bethânia amb més èxit es troben Chico Buarque, Tom Jobim, Caetano Veloso, Vinícius de Morães, Roberto Carlos i Adriana Calcanhotto.
El 2019 li va ser atorgada la Medalla d'Or al Mèrit en les Belles Arts.

## Biografia i trajectòria artística
És la sisena filla de João Telles Veloso, funcionari públic del Departament de Correus i Telègrafs de Brasil, i de Claudionora Vianna, més coneguda com a Dona Canô. Li va donar nom el seu germà, el gran cantant Caetano Veloso, a partir d'una reeixida cançó de l'època, un vals del compositor de Pernambuco Capiba. El públic i la premsa solen referir-se a Bethânia com a "a Abelha Rainha" (l'Abella Reina), sobrenom extret del primer vers de la seva cançó "Mel", de 1979. Bethânia és reconeguda per la seva forta presència i la seva contagiosa espiritualitat. De marcada personalitat i fort temperament, Bethânia diu el que pensa i són famoses les seves innombrables disputes amb directius de companyies fonogràfiques por qüestions ètiques i creatives.
Maria Bethânia és la cantant femenina que ha venut més discs al seu país, després de la presentadora infantil Xuxa. El seu àlbum Álibi va ser el primer de la història discogràfica brasilera en sobrepassar un milió de còpies venudes, el 1978.

## Discografia
(40 discs, excloent el compactes: 27 d'estudi i 13 en directe)

### Sony BMG/RCA
- 1965 - Maria Bethânia
- 1966 - Maria Bethânia canta Noel Rosa

### Universal Music/ Elenco
- 1967 - Edu e Bethânia

### EMI
- 1968 - Recital na Boite Barroco
- 1969 - Maria Bethânia
- 1970 - Maria Bethânia Ao Vivo

### Universal Music/Philips/PolyGram
- 1971 - A Tua Presença
- 1971 - Rosa dos Ventos
- 1972 - Quando o Carnaval Chegar
- 1972 - Drama
- 1973 - Drama 3º ato
- 1974 - A cena muda
- 1975 - Chico Buarque e Maria Bethânia
- 1976 - Pássaro Proibido
- 1976 - Doces Bárbaros
- 1977 - Pássaro da Manhã
- 1978 - Maria Bethânia e Caetano Veloso Ao Vivo
- 1978 - Álibi
- 1979 - Mel
- 1980 - Talismã
- 1981 - Alteza
- 1982 - Nossos Momentos
- 1983 - Ciclo
- 1984 - ABeira e o mar
- 1987 - Personalidade

### Sony BMG/RCA
- 1986 - Dezembros
- 1988 - Maria

### Universal Music/ Polygram
- 1989 - Memória da Pele
- 1990 - Maria Bethânia - 25 anos
- 1992 - Olho d'Água
- 1993 - As canções que você fez para mim
- 1994 - Las canciones que hiciste para mi - en castellà
- 1995 - Maria Bethânia Ao Vivo

### EMI
- 1996 - Âmbar
- 1997 - Imitação da vida - ao vivo

### Sony BMG
- 1998 - A Força que nunca seca
- 1999 - Diamante Verdadeiro - ao vivo
- 2000 - Cânticos, Preces e Súplicas à Senhora dos Jardins do Céu
- 2001 - Maricotinha

### Biscoito Fino / Quitanda
- 2002 - Maricotinha Ao Vivo
- 2003 - Cânticos, Preces e Súplicas à Senhora dos Jardins do Céu
- 2003 - Brasileirinho
- 2005 - Que falta você me faz
- 2006 - Mar de Sophia
- 2006 - Pirata
- 2007 - Dentro do Mar Tem Rio
- 2008 - Maria Bethania e Omara Portuondo
- 2009 - Tua
- 2009 - Encanteria
- 2012 - Oásis de Bethânia
- 2014 - Meus Quintais
- 2019 - Mangueira: A menina dos meus olhos
- 2021 - Noturno